# Souterrain von Borgie
Das eisenzeitliche Souterrain von Borgie in Tongue zwischen dem River Borgie und der C1007 (Straße) in Sutherland in Schottland ist ein Souterrain (walisisch Fogou – englisch Earth House genannt) unmittelbar unter dem Grat, auf dem einst der Borgie Cairn stand. Es ist eines von 40 Souterrains in Sutherland. Bei Souterrains wird grundsätzlich zwischen „rock-cut“, „earth-cut“, „stone built“ und „mixed“ Souterrains unterschieden.
Es wurde zufällig entdeckt, als ein Mann an der Böschung nach großen Steinen für eine Feldmauer suchte. Zu seiner Überraschung bedeckte der Stein den Eingang zur Kammer eines gut erhaltenen stone-built Souterrains.
Etwa 1,8 m tief in der Erde liegt der sehr gut erhaltene, etwa 1,8 bis 2,4 m breite gekrümmte Gang von etwa neun Meter Länge. Die Kammer ging weiter, ist aber verschüttet. Die Wände des Souterrains bestehen aus groben Steinen, das Dach aus flachen Steinplatten, so breit wie die Struktur.
Auf der anderen Seite der River Borgie liegen die Cairns von Coillenaborgie.